# Fontaine-sur-Maye
Fontaine-sur-Maye és un municipi francès situat al departament del Somme i a la regió dels Alts de França. L'any 2007 tenia 151 habitants.

## Demografia

### Població

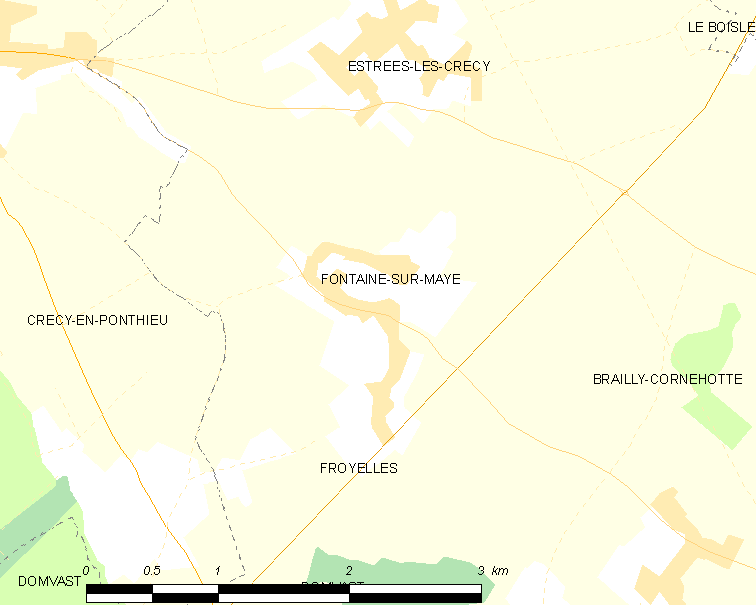
mapa del municipi

El 2007 la població de fet de Fontaine-sur-Maye era de 151 persones. Hi havia 56 famílies de les quals 12 eren unipersonals (8 homes vivint sols i 4 dones vivint soles), 24 parelles sense fills i 20 parelles amb fills.
La població ha evolucionat segons el següent gràfic:
Habitants censats

### Habitatges

església

El 2007 hi havia 70 habitatges, 57 eren l'habitatge principal de la família, 10 eren segones residències i 2 estaven desocupats. Tots els 69 habitatges eren cases. Dels 57 habitatges principals, 49 estaven ocupats pels seus propietaris, 5 estaven llogats i ocupats pels llogaters i 3 estaven cedits a títol gratuït; 1 tenia dues cambres, 6 en tenien tres, 8 en tenien quatre i 42 en tenien cinc o més. 50 habitatges disposaven pel capbaix d'una plaça de pàrquing. A 30 habitatges hi havia un automòbil i a 23 n'hi havia dos o més.

### Piràmide de població

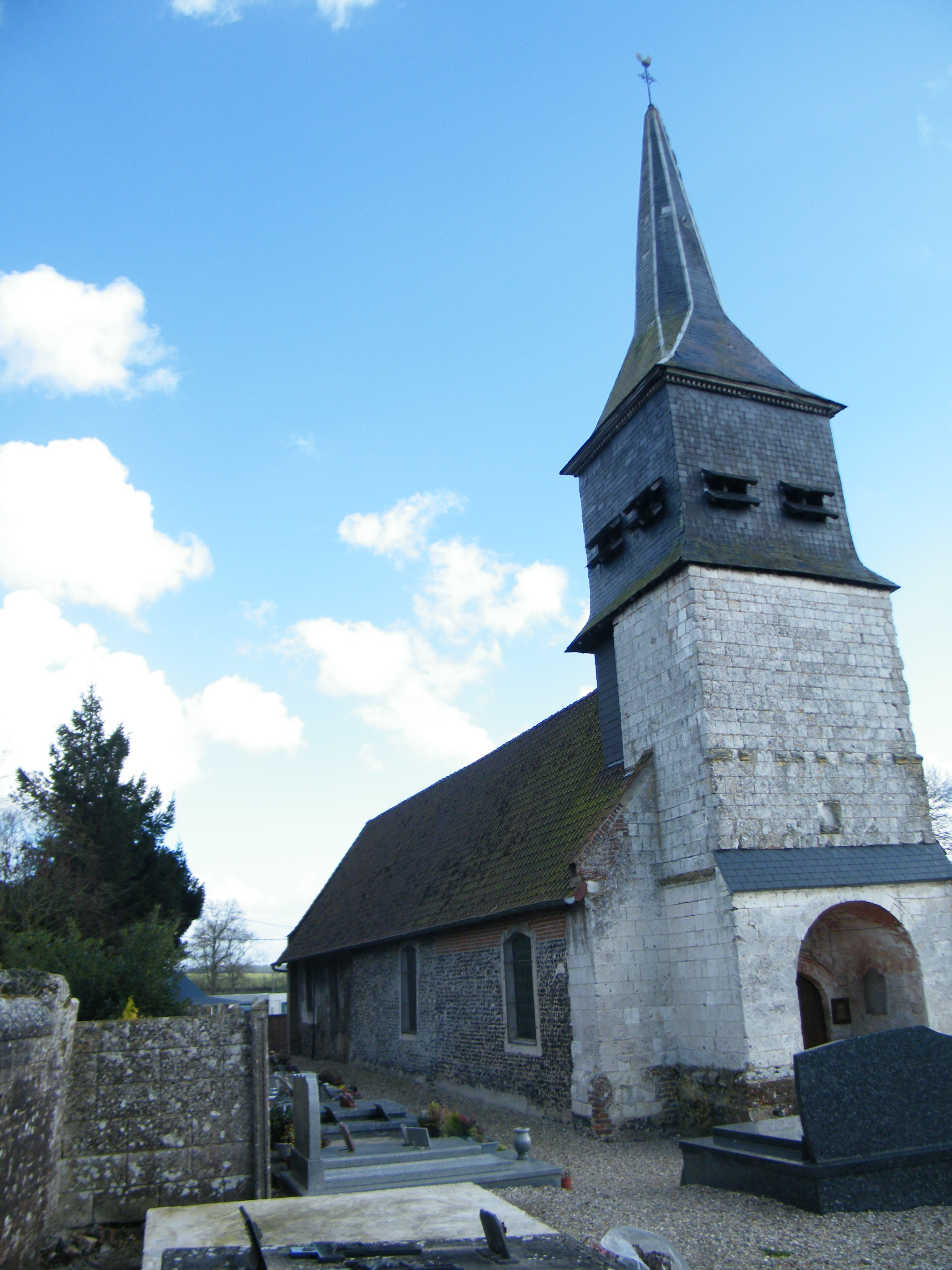

La piràmide de població per edats i sexe el 2009 era:
| Homes | Edats   | Dones |
| ----- | ------- | ----- |
| 0     | 95 o +  | 0     |
| 0     | 90 a 94 | 0     |
| 0     | 85 a 89 | 8     |
| 0     | 80 a 84 | 4     |
| 4     | 75 a 79 | 0     |
| 0     | 70 a 74 | 8     |
| 8     | 65 a 69 | 0     |
| 4     | 60 a 64 | 4     |
| 0     | 55 a 59 | 4     |
| 4     | 50 a 54 | 0     |
| 8     | 45 a 49 | 8     |
| 0     | 40 a 44 | 4     |
| 0     | 35 a 39 | 0     |
| 16    | 30 a 34 | 8     |
| 0     | 25 a 29 | 0     |
| 4     | 20 a 24 | 4     |
| 4     | 15 a 19 | 0     |
| 0     | 10 a 14 | 0     |
| 0     | 5 a 9   | 8     |
| 4     | 0 a 4   | 4     |

## Economia

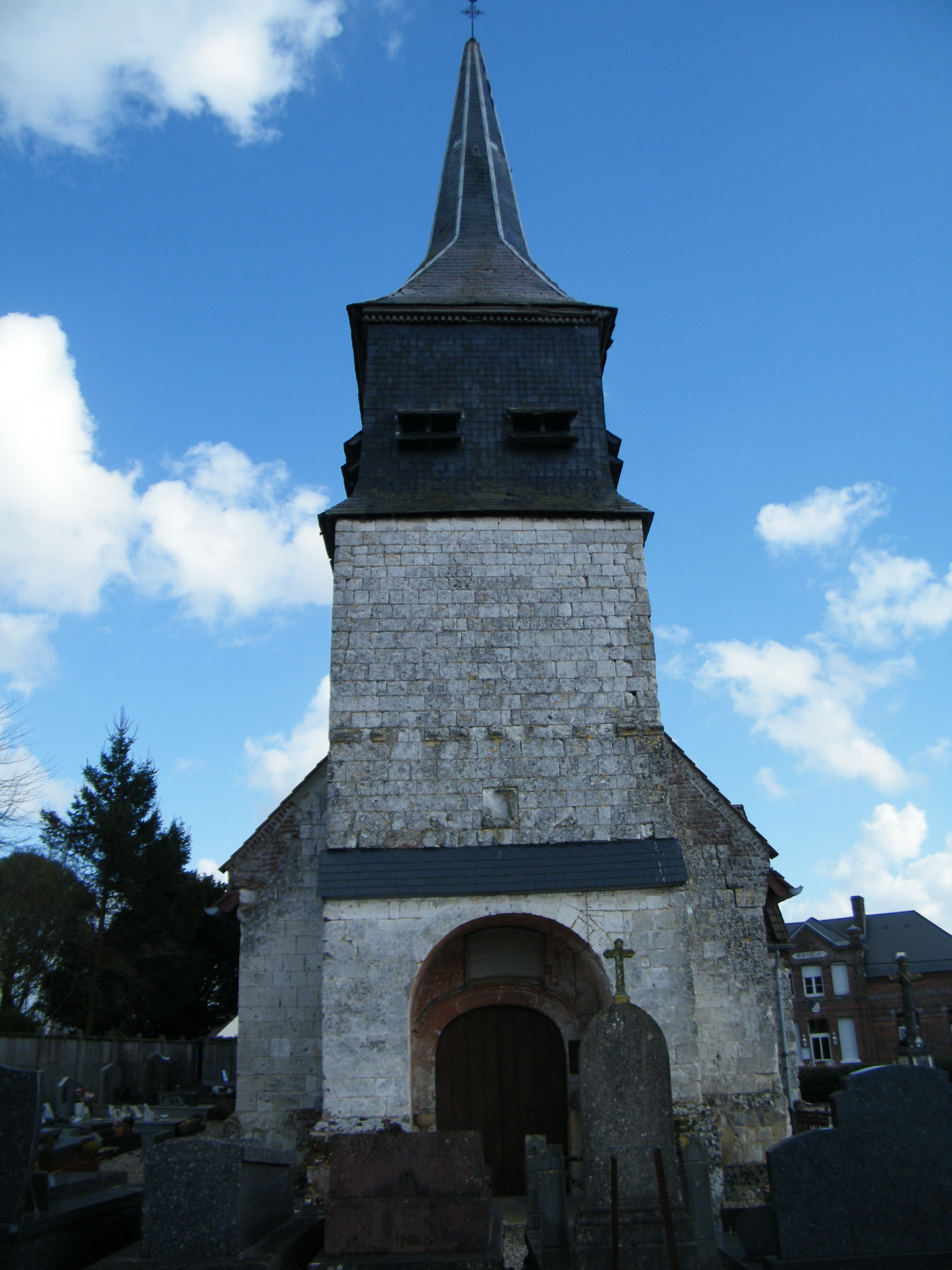

El 2007 la població en edat de treballar era de 96 persones, 75 eren actives i 21 eren inactives. De les 75 persones actives 72 estaven ocupades (39 homes i 33 dones) i 3 estaven aturades (1 home i 2 dones). De les 21 persones inactives 5 estaven jubilades, 8 estaven estudiant i 8 estaven classificades com a «altres inactius».

### Ingressos
El 2009 a Fontaine-sur-Maye hi havia 59 unitats fiscals que integraven 153 persones, la mediana anual d'ingressos fiscals per persona era de 15.787 €.

### Activitats econòmiques

Dels 4 establiments que hi havia el 2007, 2 eren d'empreses de construcció i 2 d'empreses de comerç i reparació d'automòbils.
Dels 2 establiments de servei als particulars que hi havia el 2009, 1 era un guixaire pintor i 1 empresa de construcció.
L'any 2000 a Fontaine-sur-Maye hi havia 5 explotacions agrícoles que ocupaven un total de 680 hectàrees.

## Equipaments sanitaris i escolars

El 2009 hi havia una escola elemental integrada dins d'un grup escolar amb les comunes properes formant una escola dispersa.

## Poblacions més properes

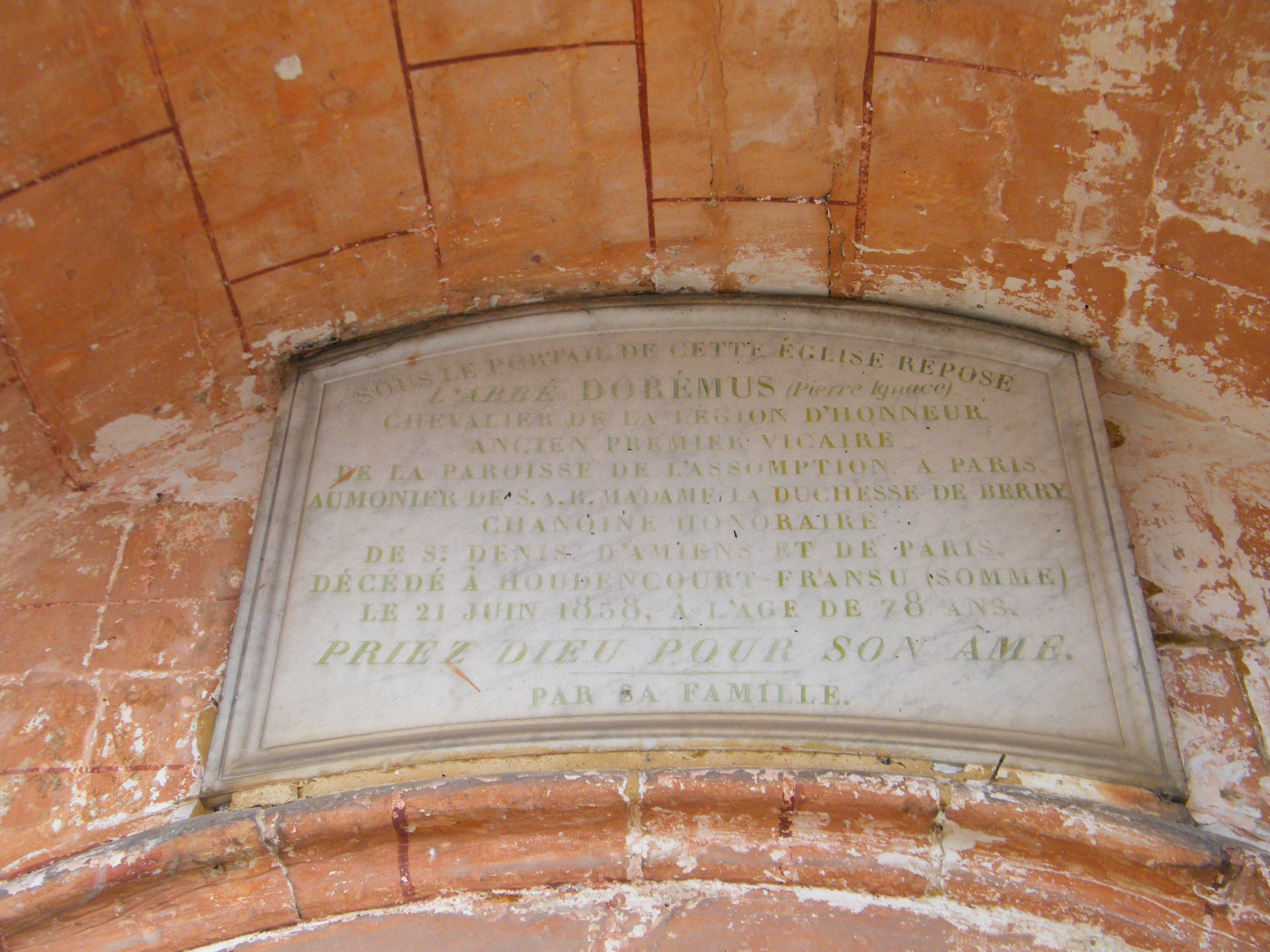

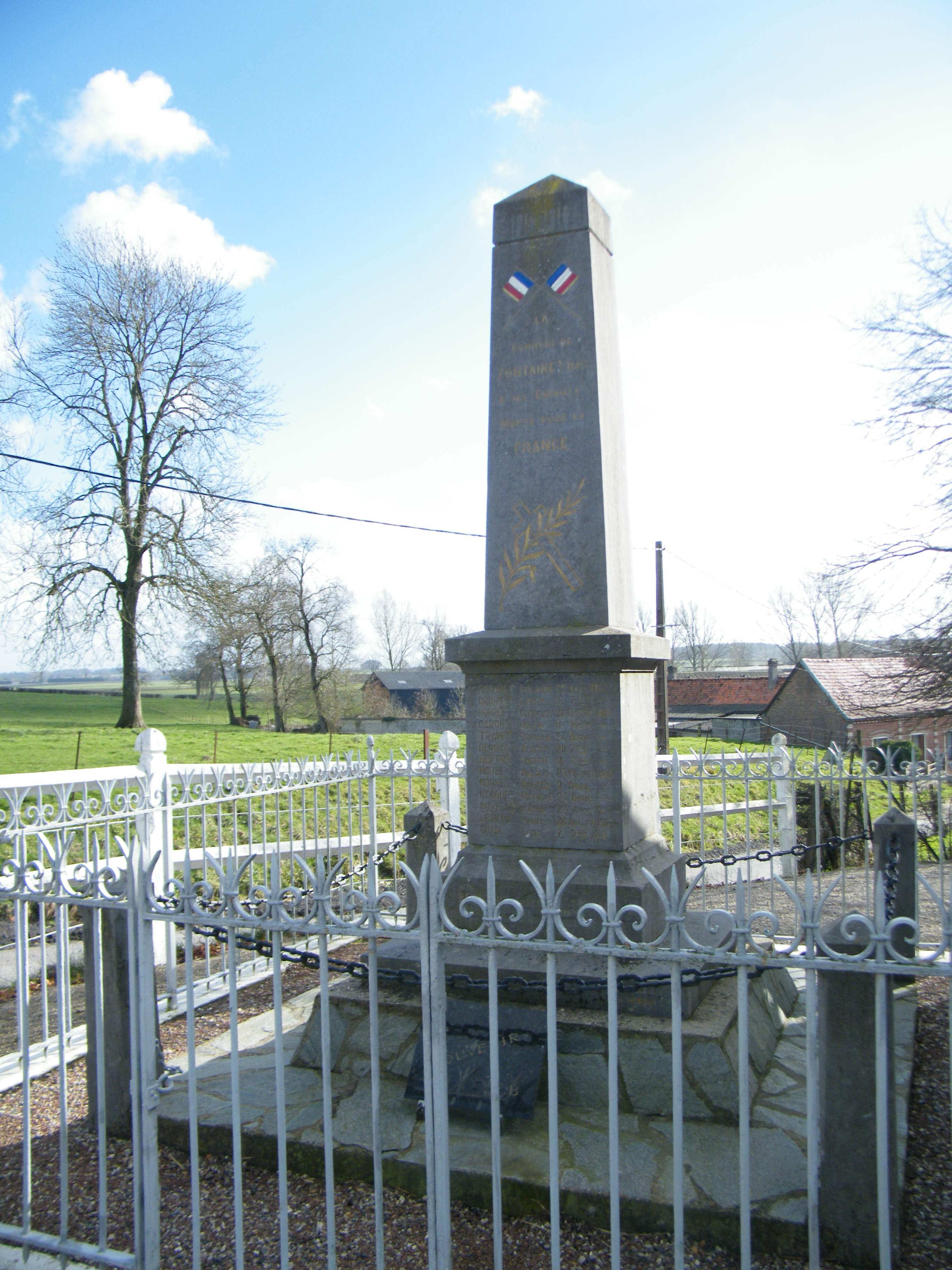

El següent diagrama mostra les poblacions més properes.